# Rodolphe Bresdin

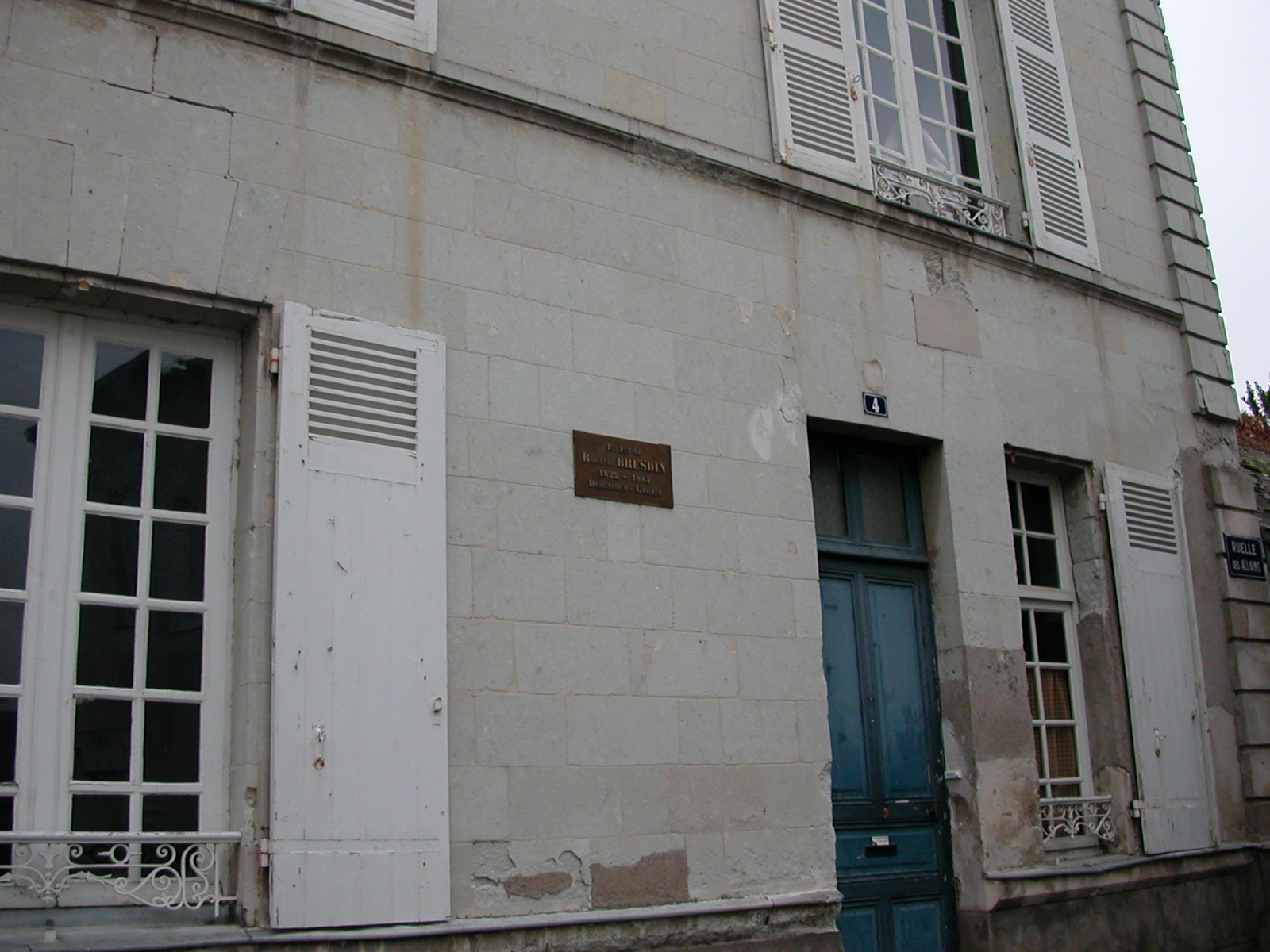
Bresdinův rodný dům

Rodolphe Bresdin (12. srpna 1822, Fresne-sur-Loire, Francie – 11. ledna 1885, Sèvres, Francie) byl francouzský rytec, litograf a grafik. Nyní je znám především jako učitel významného francouzského symbolisty, malíře a grafika Odilona Redona.
Propracované, detailní a technicky velmi precizní grafiky a kresby tohoto podivínského vizionáře byly ve své době ceněny například Victorem Hugem, Théophilem Gautierem nebo Charlesem Baudelairem. Řada jeho prací obsahuje prvky fantastična, exotiky či hrůzostrašnosti.
Byl průkopníkem – techniky vynalezené koncem 18. století – litografie, kterou vytvořil řadu pozoruhodných děl jako například Komedie smrti (La Comédie de la mort), která inspirovala řadu dalších litografů.
O Bresdinově raném životě toho není mnoho známo. V roce 1848 se rozhodl opustit Paříž a začal cestovat po Francii. V letech 1853 až 1857 pobýval v Toulouse a v letech 1860 až 1861 v Bordeaux, kde vytvořil jeho nejznámější litografii Milosrdný Samaritán (The Good Samaritan) a kde byl též učitelem výše zmíněného malíře Odilona Redona. Další jeho cesty zahrnují i pobyt v Kanadě začátkem sedmdesátých let, ze kterého se vrátil roku 1876 zpět do Francie úplně bez peněz.
Rodolphe Bresdin zůstal po celý život solitérem tvořícím mimo všechny proudy a školy, většinou nepochopený a nedoceněný. Zvláštní, bizarní obrazy, jež byly námětem jeho více než dvě stě tisků, ale byly jedním z hlavních zdrojů inspirace symbolistů a surrealistů ve dvacátém století.